# Filmfabriek F.A. Nöggerath
Dit overzicht is mogelijk incompleet; u kunt helpen door het uit te breiden.

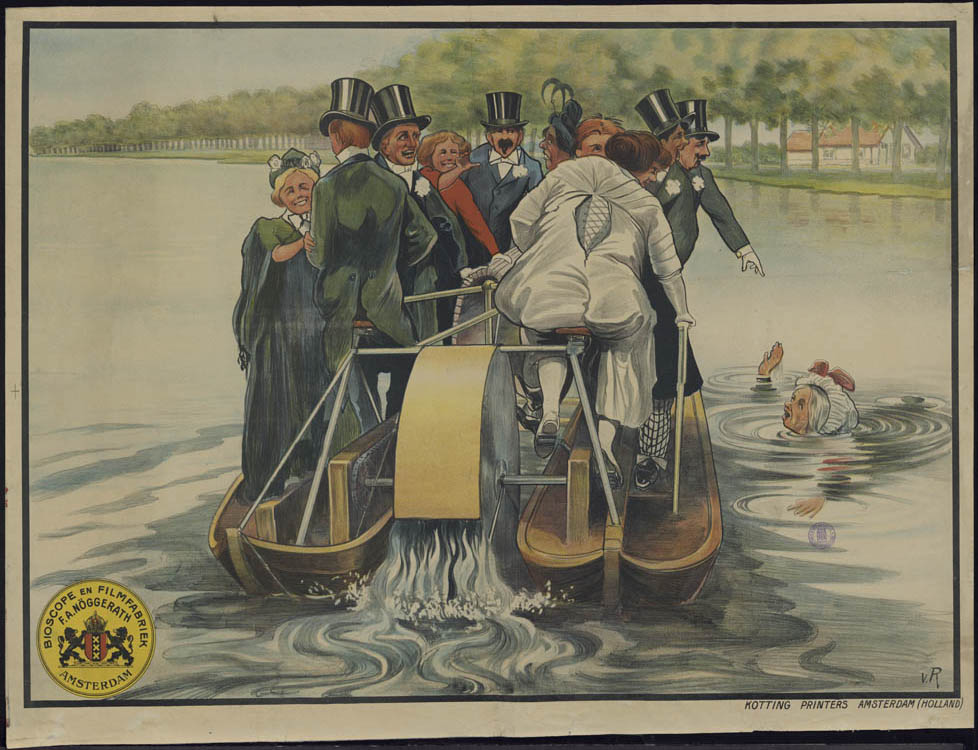
Affiche uit 1906

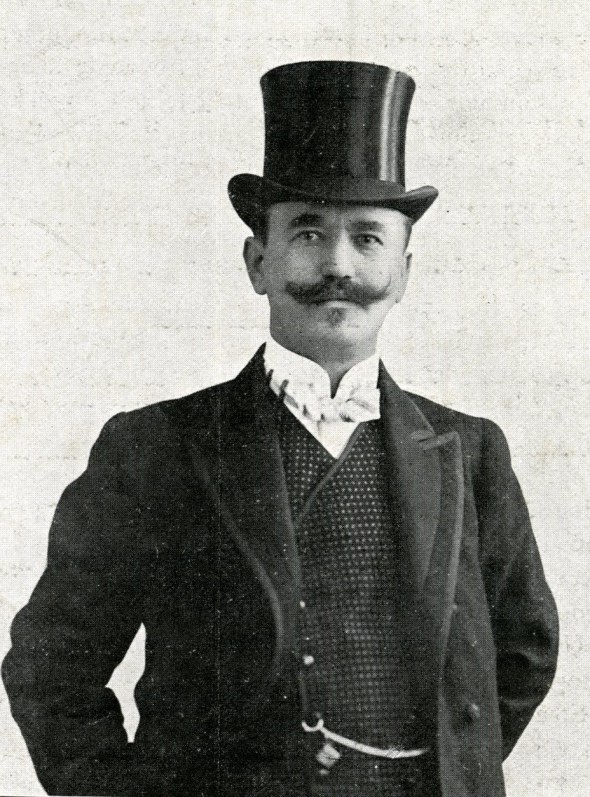
Franz Anton Nöggerath Sr. (10 oktober 1859 - 21 december 1908) - Nederlandse filmpionier. Zijn zoon Franz Anton Nöggerath jr. (25 augustus 1880 - 29 augustus 1947) nam later het filmbedrijf over.

Filmfabriek F.A. Nöggerath was een filmbedrijf in Amsterdam van 1895 tot 1913. Het was daarmee het eerste Nederlandse filmbedrijf.
Het bedrijf werd eerst geleid door Anton Nöggerath sr. en later door zijn zoon Anton Nöggerath jr.. De twee waren afkomstig uit Neheim-Hüsten in Noordrijn-Westfalen, Duitsland.
Nöggerath senior maakte eind 19e eeuw al filmpjes voor zijn eigen theater in Amsterdam, het Variété Flora aan de Amstelstraat in Amsterdam, die gelden als de oudste Nederlandse films. Hij maakte voornamelijk natuurfilms, maar naarmate zijn kennis groeide maakte hij ook korte blijspelfilms van circa 3 à 7 minuten. Zijn belangrijkste bijdrage was een ceremoniële film van de staat over de dood van Koning Willem III getiteld ''N Herinnering wijlen Z.M. Willem III, een rijtoer makende door het Vondelpark te Amsterdam (1899). Hij boekte ook succes met een documentaire over de Tweede Boerenoorlog in Zuid-Afrika, getiteld De oorlog in Transvaal gemaakt in 1899. Hij fopte de kijker door die te laten denken dat de opnames uit Afrika kwamen, terwijl hij leeuwen uit Artis had gebruikt in zijn opnamen. In 1907 opende Nöggerath sr. tevens de Amsterdamse bioscoop Bioscope-Theatre.
Na de dood van Nöggerath senior in 1908 bleef Nöggerath junior streven om Nederland een eigen filmindustrie te geven. Vooral tussen 1911 en 1913 was er een periode dat er vraag was naar lange speelfilms, maar de bedoeling was dat ze ook verkocht zouden worden aan het buitenland en daar liep het op stuk. De kosten werden te hoog en Nöggerath junior moest de deuren van zijn filmstudio te Sloten in Amsterdam sluiten. In 1913 was het bestaan van het bedrijf voorbij.
Meer dan 200 films van Filmfabriek F.A. Nöggerath zijn bewaard gebleven bij EYE Film Instituut Nederland.

## Geproduceerde films
Onder meer:
- De oorlog in Transvaal (met acteur voor Paul Kruger, 1899)
- Aankomst van Paul Kruger te Amsterdam (documentaire, 1900) (1:59)
- De Amsterdamse Beurs omtrent 1900 (1900)
- Te water laten van de "Koningin Regentes" aan de Marinewerf (1900)
- Intocht van hertog Hendrik van Mecklenburg en H.M. de koningin aan het Staatsspoor te 's-Gravenhage (1900)
- Opening van de beide kamers der Staten-Generaal door H.M. Koningin Wilhelmina (1901)
- De Maasbrug te Rotterdam omstreeks 1901 (1901)
- Aankomst der Boeren-Generaals (1902)
- De Koninklijke Bruidsstoet en de Huwelijksplechtigheid (1902)
- Het 25-Jarige bestaan van den ANWB (1908)
- De Greep (Leon Boedels, speelfilm, 1909)
- Ontrouw (1911)
- Vrouwenoogen (1912)
- Don Juan (1913)
- Het Artisten-Sportfeest in het Stadion op 14 Juni (1914)